# Pyramide Vösendorf

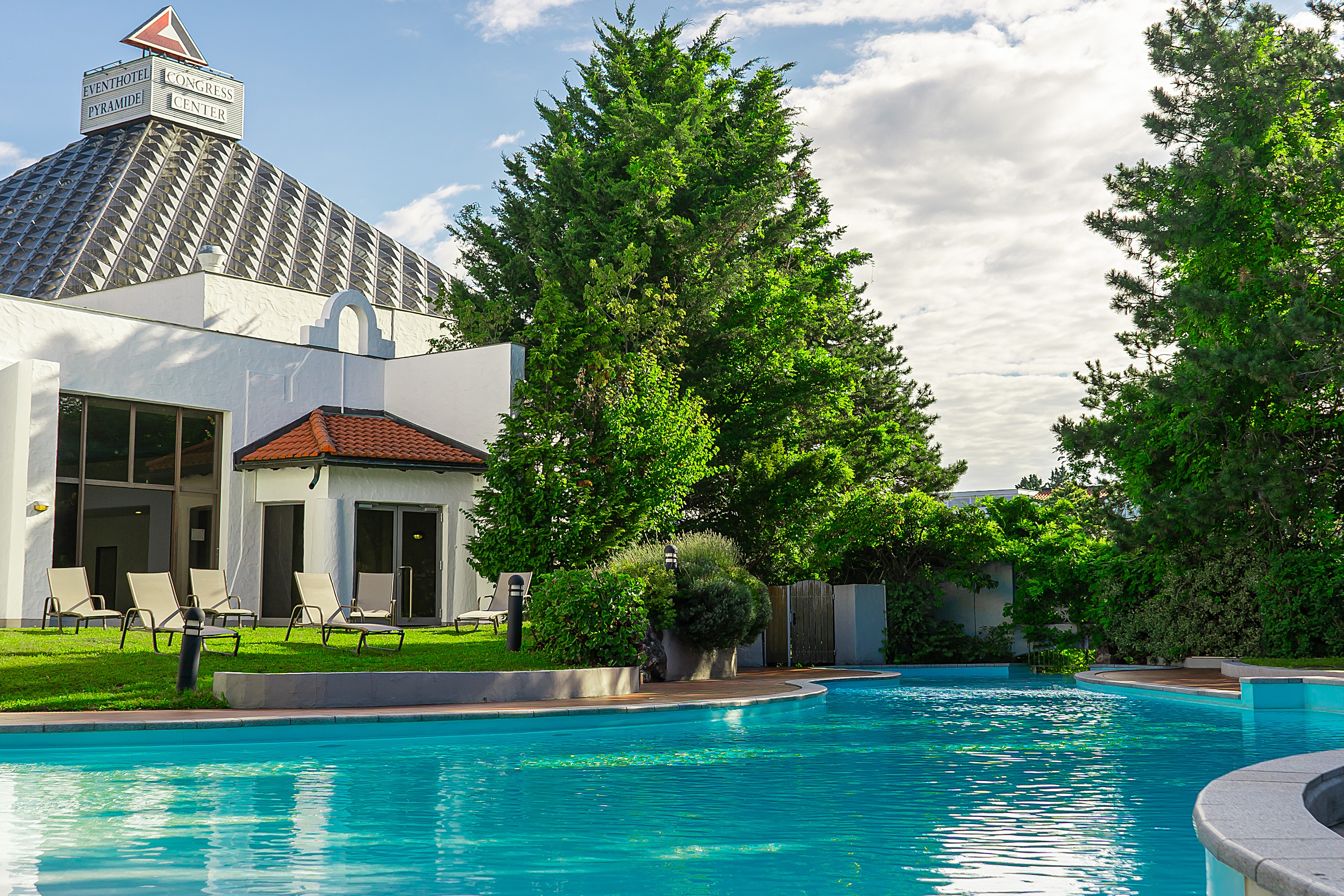
Pyramide Vösendorf

Die Pyramide Vösendorf ist eine 40 Meter hohe Mehrzweckhalle in Vösendorf bei Wien, die mit ihrer markanten Pyramidenform eine architektonische Landmarke darstellt. Derzeit wird die Plexiglas-Stahlkonstruktion mit ihren Nebengebäuden als Eventhotel Pyramide betrieben und regelmäßig für Messen und Kongresse genutzt.
Errichtet wurde die Pyramide im Jahr 1983 als Erweiterung des Einkaufszentrums Shopping City Süd (SCS), auf Initiative des SCS-Betreibers Hans Dujsik. Architekt war Franz Wojnarowski. Genutzt wurde die Pyramide zunächst als exklusives Schwimmbad („El Dorado“) mit Saunabetrieb vom Club Med bis zum Jahr 2000, wobei durch Bepflanzung durch Palmen und die verglaste Pyramidendecke eine tropische Atmosphäre evoziert werden sollte.
Im Jahr 2000 wurde die ursprüngliche Nutzung eingestellt und die Pyramide durch den Architekten Wolfgang Brunbauer zur Vielzweckhalle für u. a. Kongresse umgestaltet.
Der österreichische Filmemacher Johann Lurf widmete der Pyramide im Jahr 2014 seinen Film „Picture Perfect Pyramid“, der das Gebäude im Lauf eines Tages in 24 Einstellungen umkreist.
Nach dem Tod Dujsiks im Jahr 2003 ging die Pyramide in den Besitz einer von Dujsik gegründeten Privatstiftung über. 2017 kaufte der österreichische Unternehmer Jürgen Hesz gemeinsam mit dem Investor Jamal al-Wazzan die Pyramide. Seit 2022 sind Haythem und sein Sohn Pascal Al Wazzan die alleinigen Besitzer und Betreiber der Pyramide Vösendorf.